# 磴口県
磴口県（とうこう-けん）は、中華人民共和国内モンゴル自治区バヤンノール市に位置する県。
バヤンノール市の農業県で主にトマト、ヒマワリ油を生産する。近年ここに農業科学技術園地区を発展させると同時に、協成、ボラン・ノール（補隆淖爾）、バヤンゴル（巴彦高勒）の3鎮で有機農業を主とした農業モデルを作った。中国林業科学研究院の砂漠林業実験センター及び、国営農場5ヶ所が開設されている。
県内にはモンゴル族、漢族、回族、満州族など14個の民族が居住し、合計人口は12.26万人（2010年）である。

## 行政区画
4バルガス（鎮）、1ソム（蘇木）を管轄
- バルガス（鎮）
  - バヤンゴル・バルガス（巴彦高勒鎮）
  - 隆盛合鎮
  - 渡口鎮
  - ボラン・ノール・バルガス（補隆淖鎮）
- ソム（蘇木）：シャジントホエ・ソム（沙金套海蘇木）
- 農場
  - オラーンブハ（烏蘭布和）農場
  - バヤントホエ（巴彦套海）農場
  - ハダントホエ（哈騰套海）農場
  - ボルトホエ（包爾蓋）農場
  - ナリーントホエ（納林套海）農場
  - 砂漠林業実験中心農場